# Mening Qazaqstanym
"Mitt Kazakstan" (kazakiska: Менің Қазақстаным / Menıñ Qazaqstanym) är Kazakstans nationalsång sedan den antagits den 7 januari 2006. Den baseras på en sång med samma namn skriven år 1956, med musik av Sjamsji Kaldajakov och med text av Zjumeken Näzjimedenov.
Skådespelaren Sacha Baron Cohen framförde en satirisk påhittad version av Kazakstans nationalsång i filmen Borat, icke att förväxla med den riktiga nationalsången Mening Qazaqstanym. Denna version spelades 2012 i Kuwait för den kazakiska skytten Maria Dimitrijenko, efter att hon vunnit en internationell tävling.

## Originaltext
| Kazakiska (Kyrilliska alfabetet) | Kazakiska (Latinska alfabetet) | Oversättning |
| --- | --- | --- |
| Алтын күн аспаны, Алтын дән даласы, Ерліктің дастаны – Еліме қарашы! Ежелден ер деген, Даңқымыз шықты ғой, Намысын бермеген, Қазағым мықты ғой! Қайырма: Менің елім, менің елім, Гүлің болып егілемін, Жырың болып төгілемін, елім! Туған жерім менің — Қазақстаным! Ұрпаққа жол ашқан, Кең байтақ жерім бар. Бірлігі жарасқан, Тәуелсіз елім бар. Қарсы алған уақытты, Мәңгілік досындай. Біздің ел бақытты, Біздің ел осындай! Қайырмасы | Altyn kün aspany, Altyn dän dalasy, Erlıktıñ dastany – Elıme qaraşy! Ejelden er degen, Dañqymyz şyqty ğoi, Namysyn bermegen, Qazağym myqty ğoi! Qaiyrma: Menıñ elım, menıñ elım, Gülıñ bolyp egılemın, Jyryñ bolyp tögılemın, elım! Tuğan jerım menıñ — Qazaqstanym! Ūrpaqqa jol aşqan, Keñ baitaq jerım bar. Bırlıgı jarasqan, Täuelsız elım bar. Qarsy alğan uaqytty, Mäñgılık dosyndai. Bızdıñ el baqytty, Bızdıñ el osyndai! Qaiyrmasy | Himmel av gyllene sol, Stäpp av gyllene frö, Legenden om mod – Ta en titt på mitt land! Från antiken Vår heroiska härlighet dök upp, De gav inte upp sin stolthet Mitt kazakiska folk är starkt! Refräng: Mitt land, mitt land, Som din blomma ska jag planteras, Som din sång kommer jag att strömma, mitt land! Mitt hemland – Mitt Kazakstan! Vägen öppnades för ättlingarna Vid det vidsträckta land jag har. Dess enhet är riktig, Jag har ett självständigt land. Den välkomnade tidens prövningar, Som en evig vän, Vårt land är välsignat, Vårt land är sådant! Refräng |

### Fotnoter
1. ↑  Embassy of Kazakhstan in New Delhi, India : Weekly News Arkiverad 24 november 2007 hämtat från the Wayback Machine.
2. ↑  Borat-versionen på Youtube
3. ↑  Den riktiga nationalsången på YouTube
4. ↑  Kazakstan-idrottare fick höra Borat i stället för nationalsången (Video), Dagens Nyheter 24 mars 2012. Läst 14 maj 2021.
5. ↑  Қазақстан Республикасының Мемлекеттік Гимні. akorda.kz.
6. ↑  National Anthem of the Republic of Kazakhstan Arkiverad 2 december 2021 hämtat från the Wayback Machine. (2011-05-31). Asfendiyarov Kazakh National Medical University.
7. ↑  Mitt Kazakhstan (2022-05-03). Аспбәк, Лям. LyricsTranslate.